# Lotus F1
Lotus F1 Team er et britisk Formel 1-team som deltog for første gang i Formel 1-sæsonen 2012. De har sin hovedbase i Enstone i Oxfordshire. Teamet er en videreføring af det tidligere Renault-teamet, som i 2010 blev opkøbt af det Luxembourg-baseret selskabet Genii Capital, og hvor bilproducenten Lotus Cars senere købte en aktiepost på 25%.

## Historie

### Baggrund
Teamets rødder kan spores tilbage til 1981 og Toleman-teamet, som i 1986 blev til Benetton. Den franske bilproducenten Renault købte Benetton-teamet i 2000, som i 2002 blev omdøbt til Renault F1. I 2005 og 2006 vandt de både førermesterskabet (med Fernando Alonso) og konstruktørmesterskabet. I slutningen af 2009 solgte Renault en majoritetsandel i teamet til Genii. I 2011 blev Lotus Cars involveret i teamet, som da deltog som "Lotus Renault GP". I 2012 var Renault helt ude, og teamet ændret navn til "Lotus F1 Team".

### Lotus i Formel 1
Team Lotus, et søsterselskab af Lotus Cars, deltog i Formel 1 mellem 1958 og 1994, og vandt syv konstruktørmesterskab og seks førermesterskab mellem 1963 og 1978. Navnet Lotus kom tilbage til Formel 1 i 2010 igennem Tony Fernandes' Lotus Racing-team, som brugte navnet på licens fra Group Lotus. Group Lotus opsagde senere licensen, men Fernandes købte det privatejede navn Team Lotus, og brugte det i 2011-sæsonen. Foran 2012-sæsonen ændret Team Lotus navnet til Caterham F1, og gjorde det dermed mulig for det tidligere Renault-teamet at skifte navn til Lotus.

## Eksterne Henvisninger
- Officiel hjemmeside

| Sport | Spire Denne artikel om sport er en spire som bør udbygges. Du er velkommen til at hjælpe Wikipedia ved at udvide den. |

51°55′12″N 1°23′25″V / 51.92°N 1.3903°V